# Dora Maria Kahlich-Koener
Dora Maria Kahlich-Koener (ur. 5 grudnia 1905 w Persenbeug. zm. 28 marca 1970 w Wiedniu) – austriacka antropolog prowadząca badania rasowe w czasie II wojny światowej.
Studiowała geografię i germanistykę na Wydziale Filozoficznym Uniwersytetu Wiedeńskiego, na krótko przed ukończeniem studiów w 1929 zmieniła kierunek na antropologię fizyczną, specjalizacja z paleontologii, w 1934 obroniła doktorat.
Jeszcze przed ukończeniem studiów pracowała w Instytucie Antropologii, w latach 1934–1945 jako asystent. Prowadziła w czasie II wojny światowej wspólnie z dr Elfriede Fliehtmann z Sekcji Ras i Ludoznawstwa Instytutu Niemieckich Prac na Wschodzie badania rasowe rodzin żydowskich z tarnowskiego getta, na terenie okupowanej przez nazistów - Polski. W ramach dokumentacji badań powstał zbiór fotografii, odcisków palców i arkuszy pomiarowych przechowywany obecnie w Muzeum Historii Naturalnej w Wiedniu. Zbiór ten i badania dr Kahlich-Koener były omawiane między innymi podczas międzynarodowego sympozjum naukowego „Reassessing Nazi Human Experiments and Coerced Research, 1933-1945: New Findings, Interpretations and Problems”  w dniach 4-7 lipca 2013 r., w Wadham College, w  Oksfordzie. Badaniom rasowym prowadzonym na terenie Generalnego Gubernatorstwa, w tym pracom dr Kahlich-Koener poświęcono także film dokumentalny „Archiwum istnień” z 2009 r., w reż. Justyny Łuczaj-Salej. 
Badania rasowe prowadzonym przez dr Kahlich-Koener omawiane są też między innymi w takich publikacjach naukowych jak: Od rasizmu do ludobójstwa: antropologia w Trzeciej Rzeszy (Gretchen Engle Schafft; Wydawnictwo Uniwersytetu Jagiellońskiego, 2006) czy Studying the Jew: Scholarly Antisemitism in Nazi Germany (Alan E Steinweis; Harvard University Press).